# Malgatti, Chitapur
Malgatti là một làng thuộc tehsil Chitapur, huyện Gulbarga, bang Karnataka, Ấn Độ.